# Verla ipartörténeti műemlékei
Verla faipari feldolgozóüzem múzeum a finnországi Jaalában található (Pohjois-Kymenlaakso, 30 kilométer Kouvolától) A múzeumhoz egy régi, 1872-ben alapított faforgácsoló, kartonpapírgyár, energiaüzemek valamint a dolgozók korabeli lakóépületei is hozzátartoznak.
A gyár 1964-ben fejezte be működését, amikor is az egész felszerelést, gépekkel, berendezésekkel egyetemben, ugyanúgy, mint a hozzá tartozó épületeket is érintetlenül meghagyták. Múzeumként 1972-ben nyitotta meg kapuit.

## Múzeum
Verla idillikus kis falu tavak és erdők közepette. Aki erre jár, egyenesen a múltba lép át, megláthatja, hogy a finn erdő- és cellulózipar honnan indult el.
A gyár, illetve múzeum jelenlegi tulajdonosa, Kymmene Rt (mai nevén UPM-Kymmene Rt) 1972-ben alapította a múzeumot. 1996-ban Verla ipartörténeti környezetét felvették az UNESCO világörökséglistájára.
Verla ipartörténeti múzeum a nemében egyedülálló, kivételes egység. Különlegességét főleg az adja, hogy míg általában a múzeumokban kiállított tárgyak egy részét más helyszínről gyűjtötték egybe, kiragadva azokat eredeti környezetükből, itt a múzeum egy "tegnap" még működő üzem volt, ma pedig teljes egészében múzeum. Semmit nem mozdítottak el az eredeti környezetéből, minden lényeges dolog fennmaradt, mondhatni működőképes állapotban. A kiállított tárgyak nagy része kipróbálható, kézbe vehető. Csak a munkások hiányoznak, de velük is meg lehet ismerkedni a fennmaradt kiállított dokumentumokból.
|  | 1. Facsiszoló és kartonpapírgyár 2. Kartonpapír-szárító 3. Üzem 4. Kollamagazin 5. Patruunan pytinki (gyártulajdonos lakóépülete) 6. Kuglipálya 7. Tűzoltószerszámok 8. Fűrész 9. Raktár 10. Tűzősor gépháza 11. Raktár 12. Istálló 13. 1920-as évek erőműve 14. 1950-es évek erőműve 15. Szauna és mosókonyha 16. Régi gyár |

## Környezet
"Verlában egyedülálló, az 1800-as évek skandináv fafeldolgozó-iparát képviselő ipari környezet található" Ezzel a mondatottal bizonyára minden Verla-ban járt látogató egyetért. Ezt írták az 1996-os UNESCO világörökségről döntő bizottság határozatába is.
A gyár területének minden épületét ugyanaz az építész, Eduard Dippell tervezte. Verla egységének különlegessége a gyárhoz tartozó munkásszállások, öreg malmok, Verlankoski a duzzasztóval, valamint az úsztatáshoz és fűrészüzemhez tartozó épületek és építmények.
Különleges, eleven hangulatot kölcsönöz a településen átfolyó Mäntyharju vízi útvonalához tartozó vízfelület. A Verlankoski mellett lelt őskori sziklafestmények ezt a területet a világszinten egyedülállóan értékes látnivalók közé emelik.
Kreidl az 1800-as években háza köré színpompás parkot épített. A gyönyörű park meglátogatása a mai vendégeknek is kivételes élményt nyújt ritka növényeivel és öreg, külföldről telepített fáival.

## Eduard Dippell építészeti remeke
Verla egységes gyártelepe csodálatos módon elkerülte az idő előrehaladtával általánosan jelentkező bontásokat, hozzáépítéseket. Az eredeti állapotot tükröző egységes építészeti stílusban megmaradt épületegyüttes magában is megtekintésre érdemes.
Verla főrészvényesének, a német születésű Wilhelm Dippellnek testvére, Eduard Dippell (1855-1912), tervezte meg Verla jelenlegi arculatát 1885 és 1902 között. Az 1876-ban és 1892-ben leégett gyár építőanyagának téglát választott. Az épületek angol és német iparépületek stílusát tükrözik bőséges kőműves díszítőelemmel, templomokat idéző oromdíszítéssel és fantáziadús kovácsolt vas tetőelemekkel.

## Gépek és berendezések
Verla különlegességének része, hogy még bezáráskor, 1964-ben a századforduló idején meghonosodott munkafogásokat és gépeket használták. A gépparkot eredeti helyükön ma is megcsodálhatják a látogatók.
Verla kis feldolgozótelepe az 1870-es évek elején Jaala és Valkeala települések határán született Pohjois-Kymenlaakso-ban. Megszületése annak a fejlődésnek a kezdete, melynek eredményeként Kymenlaakso a finn fafeldolgozó-ipar legjelentősebb helye lett.
Verla az iparosodás ideje alatt is saját, önálló életét élte. A fűrésztelepből és kartongyárból álló telep alapításakor is az ország legkisebb telephelyei közé tartozott, és ez így is maradt egész működése idején. Szakmai berkekben Verlának mégis nagy híre volt, az itt készült karton minőségét igen megbízhatónak tartották.

## A gyár története
1872-1876 Hugo Neuman korszak
A verlai fa- és papírfeldolgozó üzemet 1872-ben oului születésű Hugo Neuman (1847-1906) alapította. A kis üzem élete hamar véget ért, mivel Neuman nem tudta a fejlesztését finanszírozni. Amikor 1876-ban az üzem leégett, működése be is fejeződött.
1882 - új üzem és dobozgyár
1882-ben a Kuusankoski papírgyárban dolgozó két papírmester, az osztrák Gottlieb Kreidl és Louis Haenel új, a leégettnél nagyobb fafeldolgozó üzemet és ehhez csatlakozó kartongyárat létesítettek Verlában. Ekkor került Wilhelm Dippell konzul, mint főrészvényes Verla történetébe.
1906 - részvénytársaság kora
Wilhelm Dippellin halála után megalakult az "A.B. Werla Träsliperi och Pappfabrik" részvénytársaság, mely égisze alatt a telep egész 1920-ig változtatás nélkül működött, mikoris a gyárat a Hirvensalmi-ban működő Kissakoski Ab vette meg.
1922 - Kymi Rt ideje
1922-ben a részvények a Kymin részvénytársaság (mai nevén UPM-Kymmene Rt.) tulajdonába mentek át. Ez után a gyár, bár folyamatosan csökkenő mértékben, még több, mint 40 évig működött. Lényeges újítás volt az 1920-as években épített duzzasztógát és az 1954-ben épített vízerőmű.
1964. 7. 18. - Verla végső bezárása
Verla bezárása a természetes kiöregedési folyamatot követve történt. Amikor már az utolsó munkások is nyugdíjba mentek, vagy máshol találtak munkát, a gépeket leállították és a gyárkaput 1964. július 18-án lelakatolták.

## Élet záróra után
Verla története befejeződhetett volna az 1964-es bezáráskor, de sorsa mégsem a feledés és pusztulás lett. Ellenkezőleg, a kultúrtörténelem és világörökség állandó része lett.
A vízerőmű még tovább működik a helyi ipart szolgálva. Ugyanakkor a legújabb, a verlai vöröstéglás építészstílust folytató vízerőmű is elkészült 1995-ben a folyó másik oldalán. Tulajdonosa: Kouvola Vidéke Elmű Rt.
Verla bezárásával egy időben egy dokumentumfilmet készítettek "Így csinálták Verlában a kartondobozt" címmel. Ezt a filmet a múzeumlátogatók megtekinthetik.